# Tintaldra
Tintaldra is een plaats in de Australische deelstaat Victoria en telt 203 inwoners (2006).